# HD96250
HD96250 — хімічно пекулярна зоря спектрального класу F0, що має видиму зоряну величину в смузі V приблизно  9,1.
Вона  розташована на відстані близько 765,6 світлових років від Сонця.